# Boala cașectizantă cronică
Boala cașectizantă cronică (CWD), uneori denumită boala cerbului zombi, este o encefalopatie spongiformă transmisibilă (TSE) care afectează cerbii și alte specii din familia cervidelor. TSE-urile sunt un grup de boli considerate a fi cauzate de proteine pliate anormal, numite prioni, și includ boli similare, cum ar fi ESB (boala vacii nebune) la bovine, boala Creutzfeldt-Jakob (BCJ) la oameni și scrapie la oi. Infecția naturală care cauzează CWD afectează membrii familiei cervidelor, cum ar fi cerbul catâr, cerbul cu coadă albă, cerbul comun, cerbul pătat, wapiti, bizonul, veverițele, antilopele, renii și elanii. De asemenea, s-a observat transmiterea CWD către alte specii în condiții experimentale, inclusiv Saimiri și șoarecii umanizați.
CWD a fost identificată pentru prima dată în 1967 la cerbii catâr într-o instalație de cercetare guvernamentală din nordul Colorado, Statele Unite. Inițial, a fost recunoscută ca un sindrom clinic „cașectizant”, iar apoi, în 1978, a fost identificată mai specific ca o boală TSE. De atunci, CWD a fost găsită în populații de animale sălbatice și captive în 30 de state din SUA și patru provincii canadiene. De asemenea, CWD a fost găsită într-o fermă de cerbi comuni din Minnesota și într-un grup sălbatic de reni în Norvegia (martie 2016). Cazuri izolate de CWD la moși au fost raportate în Finlanda (martie 2018) și în Suedia (martie și mai 2019, septembrie 2020). CWD a fost identificată și în Coreea de Sud la câțiva cerbi importați din Canada. Boala se caracterizează prin pierdere cronică în greutate și semne clinice compatibile cu leziuni cerebrale, care se agravează în timp, ducând întotdeauna la moarte.
Deși au fost raportate în presa populară cazuri în care oamenii ar fi fost afectați de CWD, până în 2004, un studiu realizat de Centrele pentru Prevenirea și Controlul Bolilor (CDC) a sugerat că „[m]ai multe studii epidemiologice și de laborator sunt necesare pentru a monitoriza posibilitatea unor astfel de transmisii”. Un studiu din 2019 a concluzionat că „există potențial pentru transmiterea la oameni și boală umană ulterioară”. Studiul epidemiologic a concluzionat, de asemenea, că „[c]a măsură de precauție, vânătorii ar trebui să evite consumul de țesuturi de cerbi și elani cunoscute că adăpostesc agentul CWD (de exemplu, creier, măduva spinării, ochi, splină, amigdale, ganglioni limfatici) din zone unde CWD a fost identificată”. În aprilie 2024, s-a raportat că doi bărbați din același grup de vânătoare au contractat CJD, determinând cercetătorii să speculeze că transmisia ar fi avut loc prin consumul de carne de cerb pozitivă pentru CWD.

## Istorie
Boala cașectizantă cronică a fost descoperită pentru prima dată de veterinara americană de faună sălbatică Beth S. Williams. Aceasta a efectuat necropsii pe cerbi și elani care muriseră dintr-un sindrom necunoscut și a recunoscut că leziunile cerebrale ale acestor animale erau consistente cu encefalopatia spongiformă transmisibilă (TSE). În 1978, ea și neuropatologul Stuart Young au scris împreună primul articol științific care a denumit boala și a descris-o ca fiind o TSE.
În februarie 2003, CDC a publicat un raport despre „Boli neurologice degenerative fatale la bărbați care au participat la festinuri de jocuri sălbatice - Wisconsin, 2002”. În concluzie, acesta a menționat că, deși nu s-a găsit nicio asociere între CWD și CJD, continuarea supravegherii ambelor boli rămâne importantă pentru a evalua riscul posibil de transmitere a CWD la oameni. În septembrie 2003, Hoey a subliniat că unul dintre cei trei pacienți (cel de 55 de ani) „s-a prezentat cu o istorie de 3 luni de dificultate în a scrie și instabilitate în mers, urmată de demență, anomalii de vorbire și spasme mioclonice. Examinarea patologică a creierului la autopsie, la 3 luni după, a relevat leziuni spongiforme subcorticale extinse, consistente cu CJD”.
Începând din 2013, Patrice Klein, managerul programului CWD la USDA/APHIS, a respins concluziile oarecum neconcludente ale lui Hoey și a declarat că nu s-au găsit dovezi ale transmiterii către oameni din partea cerbilor, nici prin consumul de animale din familia cervidelor, dar ambele canale rămân subiecte de supraveghere și cercetare în domeniul sănătății publice.

### Focarul din Quebec
Ministerul MFFP din Quebec a efectuat 9.500 de teste în perioada dintre 2007 și toamna lui 2018, înainte de a detecta un caz seropozitiv în septembrie 2018.
Descoperirea din septembrie 2018 a CWD într-o operațiune gestionată în Grenville-sur-la-Rouge, Quebec, a dus la sacrificarea în masă a 3.500 de animale în două luni, înainte ca întreprinderea să fie închisă permanent. CFIA a ordonat uciderea acestora, precum și decontaminarea a 25 de centimetri (9,8 in) de sol în anumite locuri de pe operațiunea de 400 de hectare (990 acri). După descoperire, fiecare animal a fost testat pentru CWD de către CFIA înainte de a fi eliberat pe piață. Alți producători din Quebec s-au plâns de surplusul de oferte. A fost declarată o zonă de carantină de 400 km², în care toate activitățile de vânătoare și capturare au fost interzise. Guvernul a sacrificat sute de animale sălbatice pe parcursul unei perioade de două luni. Uciderea de rutină pentru piață era între 70 și 100 de animale pe săptămână. Când producătorul a fost obligat să închidă, uciderea săptămânală a ajuns aproape la 500 de animale. Un an mai târziu, 750 de specimene sălbatice au fost sacrificate în „zona de monitorizare îmbunătățită” cu o rază de 45 km, iar niciunul nu a fost testat pozitiv pentru CWD.
Se știe că, înainte de 2014, în Canada, toate animalele de pe fermele infectate cu CWD erau îngropate sau incinerate. Totuși, din 2014, CFIA a permis animalelor de pe fermele infectate cu CWD să intre în lanțul alimentar, deoarece nu există „o cerință națională de a testa animalele pentru boală”. Dintr-un efectiv infectat cu CWD în Alberta, 131 de elani au fost vânduți pentru consum uman.
Pentru sezonul de vânătoare din toamna anului 2019 în vestul Quebecului, ministerul provincial a relaxat regulile pentru vânătoarea anuală de cerbi cu coada albă (WTD), în încercarea de a reduce răspândirea CWD. Orice WTD poate fi vânat cu orice armă în anumite municipalități din valea Outaouais și Laurentide. MFFP speră astfel să primească mai multe probe pentru a testa CWD. Carantina din jurul Grenville era încă în vigoare, iar ministerul a interzis în mod specific „îndepărtarea” din zona de carantină a „capului, mai specific a oricărei părți a creierului, a ochilor, a ganglionilor limfatici retrofaringiani și amigdalelor, oricărei părți a coloanei vertebrale, organelor interne (inclusiv ficatul și inima) și a testiculelor”.

## Semne și simptome
CWD necesită între 18 și 24 de luni de la expunerea inițială până la debutul simptomelor, astfel încât majoritatea cazurilor de CWD apar la animalele adulte. Cel mai tânăr animal care a prezentat simptome clinice ale bolii avea 15 luni. Boala este progresivă și întotdeauna fatală. Primele semne sunt dificultățile de mișcare. Cel mai evident și constant semn clinic al CWD este pierderea în greutate în timp. Schimbările comportamentale apar, de asemenea, în majoritatea cazurilor, inclusiv scăderea interacțiunilor cu alte animale, apatie, lăsarea capului, tremur, mers repetitiv în modele prestabilite și nervozitate. Salivația excesivă și scrâșnirea dinților sunt, de asemenea, observate. Cerbii infectați pot prezenta o creștere a consumului de apă și a urinării; aceste comportamente ar putea contribui la răspândirea bolii. Pierderea fricii de oameni și apariția confuziei sunt, de asemenea, frecvente.
APHIS a rezumat astfel:
| “ | Schimbări comportamentale, emaciere, slăbiciune, ataxie, salivație, pneumonie de aspirație, moarte progresivă. | ” |

## Cauza
CWD (la fel ca alte TSE-uri, cum ar fi scrapie și encefalopatia spongiformă bovină) este cauzată de un prion, o formă pliată greșit a unei proteine normale, cunoscută sub numele de proteină prionică (PrP), care se găsește cel mai frecvent în sistemul nervos central (SNC) și sistemul nervos periferic (SNP). Forma pliată greșit este capabilă să convertească proteina prionică normal pliată, PrPC („C” pentru celular) într-o formă anormală, PrPSc („Sc” pentru scrapie), ducând astfel la o reacție în lanț. CWD este transmisă prin acest mecanism. Anomalia din PrP își are baza genetică într-o variantă particulară a genei PRNP care codifică proteina, variantă care este foarte conservată în rândul mamiferelor și a fost găsită și secvențiată la cerbi. Accumularea PrPd în creier este asociată cu neurodegenerare extinsă.

### Genetică
Alelele care codifică leucina, codonul 132 din familia elanilor, pot fi fie homozigote LL, homozigote MM, sau heterozigote ML. Indivizii cu prima variantă (LL) par să reziste semnelor clinice de CWD, în timp ce indivizii cu celelalte două codificări (MM și ML) au perioade de incubație mult mai scurte.
La cerbii cu coada albă, polimorfismele de la codonii 95 (Q->H) și 96 (G->S) afectează dramatic progresia CWD și specificația tulpinilor de prioni. Cerbii care conțin alela 96S au o progresie întârziată către debutul bolii clinice.
Când cerbii cu polimorfismul 95H devin infectați, ei selectează tulpini alterate de CWD.

### Răspândire
Cercetătorii au declarat că „având în vedere toate cercetările asupra malignității prionilor și permanenței acestora în mediu, precum și rezistența lor la distrugere și degradare, este necesar să se reducă sursele potențiale de expunere la CWD.” Un om de știință de la APHIS a observat că, deși longevitatea prionului CWD este necunoscută, prionul scrapie a fost măsurat că rezistă timp de 16 ani. Proteina PrPCWD este insolubilă în toate solvenții, cu excepția celor mai puternici, și este foarte rezistentă la digestia de către proteaze. PrPCWD convertește proteina normală PrPC în mai multe molecule din ea însăși la contact și se leagă, formând agregate. În bolile prionice, formarea inițială a PrPSc duce la o creștere exponențială a proteinei, care poate fi transmisă cu ușurință altei gazde.
Deși prionii CWD sunt transmisibili în cadrul familiei cervidelor, CWD nu este considerată transmisibilă pentru oameni sau pentru bovine.
Modul în care prionii care cauzează CWD se răspândesc este necunoscut, dar cercetările recente indică faptul că prionii pot fi excretați de cerbi și elani și sunt transmiși prin consumul de iarbă crescută în sol contaminat. Animalele născute în captivitate și cele născute în sălbăticie pot fi afectate de boală. Se consideră că transmiterea CWD este laterală (de la animal la animal), iar transmiterea maternă poate avea loc, deși pare relativ neimportantă în menținerea epidemiilor. Saliva unui cerb infectat poate răspândi prionii CWD. Expunerea între animale este asociată cu împărțirea surselor de hrană și apă contaminate cu prioni CWD eliminați de cerbii bolnavi.

#### Directă
CWD poate fi transmisă direct prin contact cu animale infectate, țesuturile lor corporale și fluidele lor corporale. Răspândirea poate rezulta din contactul cu cerbii infectați, indiferent dacă aceștia sunt simptomatici sau nu.
Cercetările recente asupra elenilor din Munții Stâncoși au descoperit că, în cazul femelelor infectate cu CWD, multe dintre ele subclinice, a existat o rată mare (80%) de transmitere maternă a prionilor CWD către urmași, indiferent de perioada de gestație. Deși nu este concludent în ceea ce privește dezvoltarea bolii la făt, acest lucru sugerează că transmiterea maternă ar putea fi o altă cale importantă de transmitere directă a CWD.

#### Transmiterea experimentală
Cerbii cu coada neagră și cerbii comuni europeni s-au dovedit a fi susceptibili la CWD în mod natural. Alte specii de cervide, inclusiv caribou, sunt, de asemenea, suspectate a fi vulnerabile la această boală. Multe alte specii de mamifere non-cervide au fost infectate experimental cu CWD, fie oral, fie prin inoculare intracerebrală. Aceste specii includ maimuțe, oi, bovine, Microtus ochrogaster, șoareci și dihori.
Un studiu de caz experimental al transmiterii orale a CWD la reni arată că anumite rase de reni pot fi susceptibile la CWD, în timp ce alte subpopulații ar putea fi protejate împotriva CWD în populațiile sălbatice. Niciunul dintre renii din studiu nu a arătat simptome de CWD, ceea ce poate semnifica rezistența la diferite tulpini de CWD.

#### Indirectă
Transmiterea ambientală a fost legată de contactul cu fluidele și țesuturile corporale infectate, precum și de contactul cu medii contaminate. Odată ajunși în mediu, prionii CWD pot rămâne infecțioși timp de mulți ani. Astfel, descompunerea cadavrelor bolnave, „mormanul de intestin” infectat de către vânători care își îmbracă recolta de cervide, precum și urina, saliva, fecalele și catifeaua coarnelor indivizilor infectați, toate au potențialul de a crea rezervoare infecțioase de CWD în mediu.
În 2013, cercetătorii de la Centrul Național de Cercetare a Faunei Sălbatice din Fort Collins, Colorado, au infectat cu succes cerbi cu coada albă cu prionul pliat greșit prin pasajul nazal, când prionii au fost amestecați cu argilă. Acest lucru a fost important deoarece prionii fuseseră deja dovediți că se leagă de mineralele argiloase.
Un vultur aviar, corbul american, a fost recent evaluat ca un posibil vector pentru CWD. Deoarece prionii CWD rămân viabili după ce au trecut prin tractul digestiv al păsării, corbii reprezintă un mecanism posibil pentru crearea rezervoarelor de mediu de CWD. Cercetările au arătat că corbii și șoimii au consumat carcase infectate cu CWD.

## Prevenție
Zonarea și testarea sunt strategii esențiale de prevenire. Se recomandă ca toate cervidele să fie testate înainte de a fi transportate, iar măsurile de prevenire a răspândirii infecției trebuie să fie amplificate. Vânătorii ar trebui să respecte restricțiile și să testeze carcasele înainte de a le consuma. În plus, toate regiunile ar trebui să aibă zone de control, unde boala este endemică.
Toate resursele din cadrul APHIS sunt orientate către reducerea efectelor CWD asupra speciilor de cervide sălbatice și domestice.
În 2023, Minnesota a finanțat un proiect al Centrului pentru Cercetarea și Politica Bolilor Infecțioase (CIDRAP) pentru a aduna 70 de experți în sănătate publică din întreaga lume, pentru a elabora un plan de răspuns la posibila transmitere către oameni. Michael Osterholm, expert în boli infecțioase la Universitatea din Minnesota, a subliniat urgența pregătirii, menționând că prionul responsabil pentru CWD evoluează și devine mai capabil de a infecta oamenii. În ciuda acestor îngrijorări, un studiu din 2022 realizat de Institutele Naționale de Sănătate a indicat că probabilitatea ca prionii să infecteze celulele cerebrale umane rămâne îndepărtată.

## Diagnostic
Diagnosticul CWD se bazează pe examinarea post-mortem (necropsie) și testare; examinarea cadavrului nu este întotdeauna concludentă, deoarece multe animale mor devreme în cursul bolii, iar condițiile observate sunt adesea nespecifice. Semnele generale de sănătate precară și pneumonia prin aspirație sunt comune și pot fi cauza reală a morții. La examinarea microscopică, leziunile CWD în sistemul nervos central (SNC) seamănă cu cele ale altor boli prionice. Oamenii de știință folosesc imunohistochimia (IHC) pentru a testa țesuturile cerebrale, limfatice și neuroendocrine pentru prezența proteinei prion anormale; rezultatele pozitive ale IHC în obex sunt considerate standardul de aur pentru diagnosticarea CWD.
Strategiile convenționale de diagnostic pentru CWD și metodele de amplificare semănată pentru amplificarea prionilor CWD in vitro includ: imunohistochimia (IHC), imunoamprentă (WB), imunotestul enzimatic (EIA), amplificarea ciclică a proteinei pliate (PMCA) și conversia indusă prin tremur în timp real (RT-QuIC).
Începând cu iulie 2019, testele disponibile la CFIA nu erau suficient de sensibile pentru a detecta prionul în probele provenite de la animale mai tinere de un an. Strategiile pentru cuantificarea sarcinii prionice într-un țesut, fluid corporal sau probă de mediu sunt în dezvoltare.
Până în 2015, nu existau teste comerciale viabile de diagnostic care să poată fi utilizate pe animale vii. Încă din 2001, un test antemortem a fost considerat urgent. Un biotest care implică recoltarea fluidelor de la animale din familia cervidelor suspectate de infecție, urmată de incubația acestora în șoareci transgenici care exprimă proteina prionică cervidă, poate fi utilizat pentru a determina dacă cervidul este infectat. Cu toate acestea, există probleme etice asociate acestei metode, iar scalabilitatea acesteia este limitată.
Tehnica biopsiei amigdalelor a fost un mod de testare fiabil pentru CWD la cerbii vii, dar pare să fie eficientă doar la cerbii cu coada albă și cerbii catâr, nu și la elani. Biopsiile mucoasei rectale au demonstrat, de asemenea, eficiență în detectarea CWD la cerbii cu coada albă, cerbii catâr și elani, deși eficiența detectării poate fi influențată de numeroși factori, inclusiv vârsta animalului, genotipul și stadiul bolii.
Este important de menționat că prionii CWD pot supraviețui unor proceduri de sterilizare, inclusiv celor care implică o autoclavă, ceea ce face ca gestionarea și controlul bolii să fie provocatoare.

## Epidemiologie

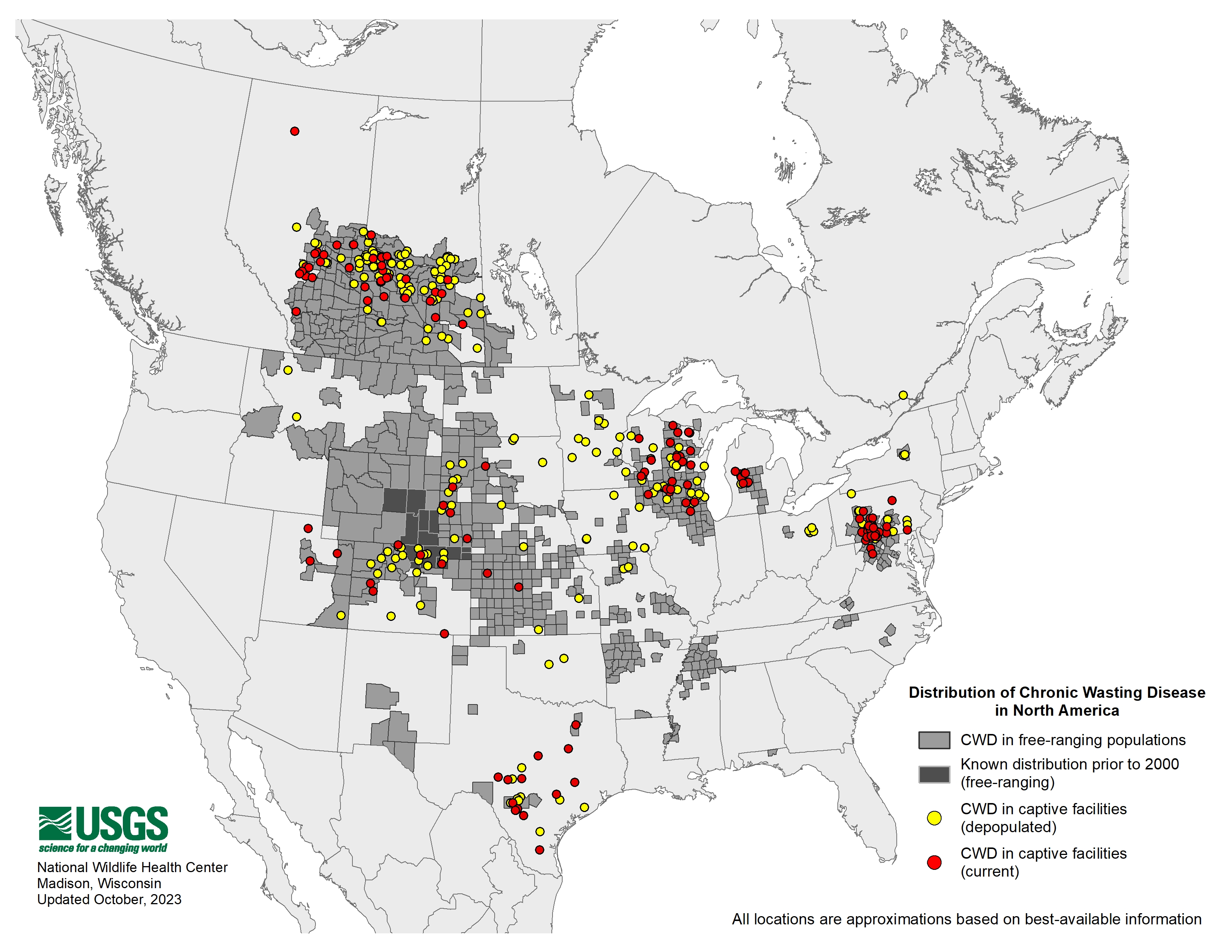
Cazuri raportate de boală cașectizantă cronică în America de Nord, începând din 2023

### America de Nord
Boala cașectizantă cronică (CWD) a fost identificată pentru prima dată în 1967, într-o turmă de cerbi catâr dintr-o porțiune din nord-estul Colorado. În 1980, s-a stabilit că această boală este o encefalopatie spongiformă transmisibilă (TSE). A fost identificată pentru prima dată la elani sălbatici și cerbi cu coadă albă la începutul anilor 1980, în Colorado și Wyoming, și la elani crescuți în captivitate în 1997. Boala a fost detectată pentru prima dată în Canada în 1996.
În mai 2001, CWD a fost găsită și în cerbii sălbatici din colțul sud-vestic al Nebrascăi (la granița cu Colorado și Wyoming), și ulterior în alte părți din vestul Nebrascăi. Zona endemică care includea nordul Colorado, sudul Wyoming și vestul Nebrascăi, s-a extins până în 2006 la șase state, inclusiv estul Utahului, sud-vestul Dakotei de Sud și nord-vestul Kansasului. De asemenea, au fost găsite zone necontigue în centrul Utahului și centrul Nebrascăi. În 2002, CWD a fost detectată la cerbii sălbatici din sudul Wisconsinului și nordul Illinoisului, precum și într-o zonă izolată din sudul New Mexico. În 2005, boala a fost descoperită la cerbi cu coadă albă din New York și în comitatul Hampshire, Virginia de Vest.
În 2008, primul caz confirmat de CWD în Michigan a fost descoperit într-o fermă de reproducere a cerbilor. În plus, CWD a fost confirmată în provinciile canadiene Alberta și Saskatchewan.
În februarie 2011, Departamentul de Resurse Naturale din Maryland a raportat primul caz confirmat al bolii la un cerb cu coadă albă ucis de un vânător. CWD a fost, de asemenea, diagnosticată în turme de elani și cerbi crescuți în captivitate în mai multe state și în două provincii canadiene. Prima turmă de elani crescuți în captivitate în Statele Unite a fost detectată în 1997, în Dakota de Sud. Au fost găsite turme pozitive și în Nebraska, Colorado, Oklahoma, Kansas, Minnesota, Montana, Wisconsin și New York. Până în toamna lui 2006, patru turme pozitive de elani din Colorado și una de cerbi cu coadă albă din Wisconsin erau sub carantină. 
CWD a fost găsită și la elani crescuți în captivitate în Saskatchewan și Alberta, Canada. O analiză retrospectivă a arătat că cerbii catâr exportați din Denver la Grădina Zoologică din Toronto din Toronto în anii 1980 erau afectați de CWD. În iunie 2015, boala a fost detectată într-o fermă de cerbi cu coada albă din comitatul Medina, Texas, iar autoritățile au eutanasiat 34 de cerbi pentru a preveni răspândirea bolii.
În februarie 2018, Departamentul de Faună Sălbatică din Mississippi a anunțat că un cerb din stat a fost testat pozitiv pentru CWD. În octombrie 2018, un alt cerb din Mississippi a fost testat pozitiv. Boala a fost confirmată de Laboratorul National de Servicii Veterinare din Ames, Iowa, pe 30 octombrie 2018.
Speciile afectate de CWD includ elani, cerbi catâr, cerbi cu coada albă, căprioara cu coadă neagră și elani. Deși alte specii de rumegătoare, precum bovinele domestice, oile și caprele, au fost expuse la cerbi infectați, nu există dovezi de transmitere naturală a bolii. Totuși, transmiterea experimentală a CWD prin inoculare intracraniană sugerează că există o barieră moleculară slabă între specii.
Până în aprilie 2016, CWD a fost găsită la animale captive în Coreea de Sud, boala fiind introdusă odată cu elani importați din Canada la sfârșitul anilor 1990.
În 2018, cazuri de CWD au fost confirmate în Quebec, în turma de la Harpur Farm din Grenville-sur-la-Rouge. În Alberta, 12% dintre cerbii catâr testați în 2018 au avut rezultate pozitive, iar 8% dintre cerbii testați au fost seropozitivi.
În 2022, CWD s-a extins în 29 de state americane, infectând turme de elani, cerbi și elani în 391 de comitate. În iunie 2023, boala a fost descoperită pentru prima dată în Oklahoma și Florida. În octombrie 2023, un caz a fost confirmat în Parcul Național Yellowstone, Wyoming.
În decembrie 2023, primul caz din Kentucky a fost confirmat. În ianuarie 2024, programul de supraveghere din Columbia Britanică a identificat primele două cazuri pozitive de CWD la cerbi din regiunea Kootenay.

### Europa

#### Scandinavia
În 2016, primul caz de CWD în Europa a fost identificat într-o turmă de reni sălbatici din zona Nordfjella, în sudul Norvegiei. O femelă a fost găsită în timpul morții și, în urma unui test de rutină la necropsie, s-a constatat, surprinzător, prezența bolii. Originea CWD în Norvegia rămâne necunoscută, în timp ce în Coreea de Sud, cazurile au fost atribuite importului de cerbi infectați din Canada. Norvegia menține o legislație strictă care interzice importul de animale vii, inclusiv cerbi. Deși există un program de supraveghere pentru scrapie din 1997, nu s-au raportat cazuri de scrapie în rândul populației de reni din Nordfjella. Cu toate acestea, prezența oilor în regiune reprezintă o potențială sursă de infecție.
În mai și iunie 2016, doi elani sălbatici infectați au fost descoperiți la aproximativ 300 km nord de primul caz, în Selbu. Până la sfârșitul lunii august, un al patrulea caz a fost confirmat la un ren sălbatic împușcat în aceeași zonă cu primul caz din martie.
În 2017, Agenția pentru Mediu a Norvegiei a publicat orientări pentru vânătorii de reni din zonele Nordfjella. Aceste orientări furnizează informații despre identificarea animalelor cu simptome de CWD, instrucțiuni pentru minimizarea riscului de contaminare și o listă de echipamente puse la dispoziția vânătorilor pentru colectarea și trimiterea de probe.
În martie 2018, Autoritatea de Securitate Alimentară din Finlanda a raportat primul caz de CWD la un elan de 15 ani care a murit în mod natural în municipalitatea Kuhmo. Înainte de acest caz, Norvegia era singura țară din Spațiul Economic European unde a fost diagnosticată boala. Elanul nu era infectat cu forma transmisibilă nord-americană a bolii, ci cu o variantă atipică sau sporadică, care apare spontan la anumite animale din familia cerbilor. În Finlanda, supravegherea pentru CWD la cerbii sălbatici a început în 2003, fără a se identifica cazuri pozitive până atunci. Ca măsură de precauție, exportul de animale din familia cerbilor a fost suspendat temporar, iar vânătorii de elani au primit instrucțiuni suplimentare. Cu toate acestea, exportul și vânzarea de carne de cerb nu au fost restricționate, întrucât doar creierul și țesutul nervos al animalelor infectate conțin prioni.
În martie 2019, Institutul Veterinar Național Suedez (SVA) a diagnosticat primul caz de CWD în Suedia. O femelă elan slăbită a fost găsită în comuna Arjeplog și, după eutanasiere, s-a confirmat prezența bolii. Un al doilea caz similar a fost raportat în mai 2019 în comuna Arvidsjaur. Aceste cazuri suedeze sunt similare celor din Norvegia și Finlanda. În urma acestor descoperiri, a fost intensificată supravegherea în zonele afectate, iar eșantioane de la animale vânate sau sacrificate sunt testate pentru CWD.

## Cercetare
Cercetările se concentrează pe îmbunătățirea metodelor de monitorizare a bolii în sălbăticie, dezvoltarea de teste diagnostice pentru animale vii, crearea de vaccinuri, gestionarea animalelor bolnave și decontaminarea mediului, precum și pe monitorizarea siguranței alimentelor. Problemele legate de vânătoare și gestionarea populațiilor de cerbi sunt interconectate.